# إدوارد شانن
كان إدوارد أوين غبلين شن (من 30 أبريل 1884 إلى 23 مايو 1935 ، وكتب في كثير من الأحيان باسم E O G S h a n n ) خبيرًا اقتصاديًا أستراليًا . في الوقت الذي فضلت فيه الفلسفة الاقتصادية السائدة في أستراليا التعريفات الحمائية، دافع شن عن مقاربة أكثر ليبرالية. ربما يكون من الأفضل تذكره بتنبؤه بالكساد الكبير بناءً على تحليل لأوجه التشابه بين المناخ الاقتصادي في أواخر ثمانينيات القرن العشرين وتلك التي حدثت في أواخر العشرينات من القرن الماضي، لمشاركته في تطوير جامعة أستراليا الغربية ، ولعديده يعمل على الاقتصاد والدفاع عن التجارة الحرة.

## النشأة والتعليم
ولدت شان في عام 1884 في هوبارت ، تسمانيا لفرانك وفرانسيس شان، وكان أصغر أربعة أطفال. انتقلت الأسرة إلى فيكتوريا في أواخر ثمانينيات القرن التاسع عشر بعد رحيل والدته.
تميزت تسعينيات القرن التاسع عشر في أستراليا بانكماش اقتصادي خطير، وعانت عائلة شن من صعوبة مالية كبيرة خلال هذا الوقت. مع ذلك، تمكن إدوارد من الالتحاق بكلية ويسلي وكلية كوينز بجامعة ملبورن بفضل المنح الدراسية ودعم شقيقه فرانك.
لقد كان S h a n n مؤلفًا واستكشف العديد من مجالات الدراسة المختلفة، لكنه متخصص في التاريخ والاقتصاد السياسي. تخرج مع درجة البكالوريوس في الآداب مع مرتبة الشرف الأولى في هذه المجالات في أعلى فصله في عام 1904.
في سبتمبر 1908 ، غادر لحضور كلية لندن للاقتصاد حيث كان ينوي متابعة دراسته للحصول على الدكتوراه، على الرغم من أن دراساته ستختصر في النهاية بسبب المرض. بينما كان هناك يدرس النقابة الفرنسية وتأثر بجمعية فابيان والاشتراكيين البريطانيين البارزين مثل جورج برنارد شو وسيدني ويب وباتريس ويب ، الذي تعرف عليه شخصيا. كان سيعود إلى ملبورن مؤمنا بالاشتراكية العقلانية، لكن هذه المغازلة لم تدم طويلا.

## في وقت لاحق الحياة والوظيفي
بعد تسجيله في عام 1904 قام بتدريسه لفترة وجيزة في والدته من الأم، كمحاضر مؤقت في التاريخ الدستوري. بصرف النظر عن فترة وجيزة كأستاذ بالنيابة للفلسفة في جامعة أديلايد في عام 1906 ، وهو منشور يأسف له على ما يبدو، كان يحاضر في ملبورن حتى مغادرته إلى L S E في عام 1908.
في عام 1910 عاد من لندن واستأنف العمل كمحاضر. عُرض عليه كرسي العلوم السياسية في جامعة بكين في العام نفسه، والذي رفضه ؛ في عام 1911 ، قبل وظيفة محاضر مسؤول عن التاريخ والاقتصاد في جامعة كوينزلاند. كان سيبقى هناك حتى عام 1912.
طوال هذه الفترة، دعم السياسي الليبرالي دونالد ماكينون وعمل كسكرتير سياسي له.

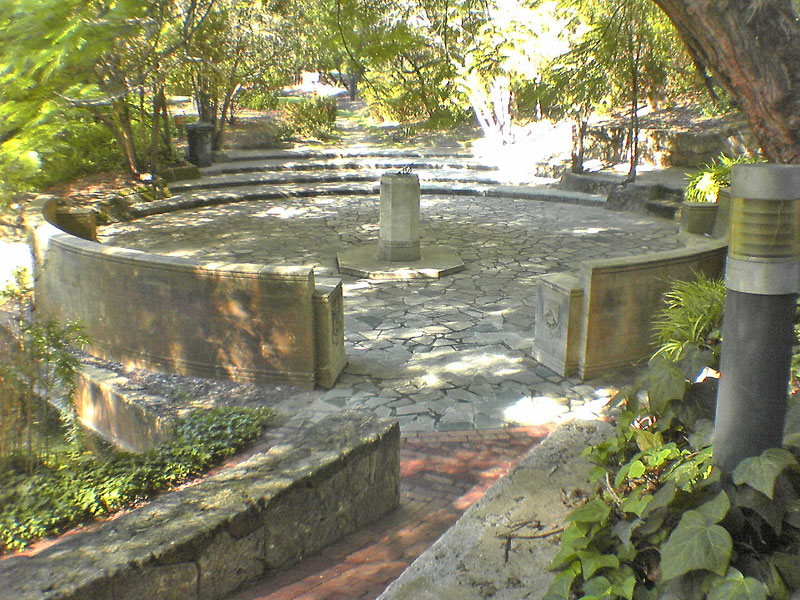
الساعة التذكارية في جامعة أستراليا الغربية

في عام 1913 أصبح أستاذاً أساسياً للتاريخ في جامعة أستراليا الغربية التي تأسست حديثًا في بيرث . وقال انه سوف تصبح مرتبطة ارتباطا وثيقا بالجامعة وتطويرها، بمثابة نائب رئيس الجامعة من 1921-1923. يتم الاحتفال بتراثه في U W A من خلال محاضرة شان التذكارية (التي تقام هناك سنويًا منذ عام 1961) بالإضافة إلى تذكار مزولة ومقعد أقيم في عام 1937 على شرفه في الحدائق الغارقة في الحرم الجامعي.  
في عام 1930 تم تعيينه كمستشار اقتصادي لبنك نيو ساوث ويلز، وهو منصب متفرغ في سيدني . كانت هذه هي المرة الأولى التي يشغل فيها هذا المنصب خبير اقتصادي فعلي في أستراليا ؛ قام S h a n n بإنشاء قسم للاقتصاد في البنك وتقديم المشورة إليه بشأن القضايا الاقتصادية ذات الصلة به. شغل هذا المنصب لمدة ثلاث سنوات، وخلال ذلك الوقت أصبح نشطًا في مجال الاستشارات الاقتصادية للحكومة الأسترالية. ولهذه الغاية في عام 1931 ، انضم إلى لجنة كوبلاند التي ساعدت في صياغة خطة رئيس الوزراء لمكافحة الاكتئاب الشديد ؛ في عام 1932 ، ساعد لجنة السير والاس بروس للبطالة ؛ في عام 1932 نصح الحكومة في مؤتمر أوتاوا ومرة أخرى في عام 1933 في مؤتمر لندن الاقتصادي . في كل هذه الأدوار، ظهر كدعم قوي للتجارة الحرة والأسواق المرنة وضد السياسة المالية التوسعية.
في عام 1933 قبل كرسي الاقتصاد في جامعة أديليد، على الرغم من أنه ظل في U W A خلال عام 1934 سيكون هذا هو الموعد النهائي قبل وفاته في عام 1935.

## المواقف الاقتصادية
كان إدوارد شن ليبراليًا تقليديًا ، ودافع عن التجارة الحرة والأسواق المفتوحة في وقت كانت فيه أستراليا تؤيد سياسة التجارة الحمائية والتعريفات. 
تنبأ شان الشهيرة بالكساد العظيم في مقالته لعام 1927 ، The Boom of 1890 - والآن ، حيث شبه الظروف الاقتصادية في أواخر الثمانينيات بظروف أواخر 1920 s ، محذرا من أن التراجع الاقتصادي المريع قد يتبعه لأسباب مماثلة.
لا يزال عمله الأساسي، وهو تاريخ أستراليا الاقتصادي لعام 1930 ، مرجعًا جيدًا للغاية للسياسات والمؤسسات الاقتصادية في أستراليا من أواخر القرن التاسع عشر إلى أوائل القرن العشرين. 
لقد كتب بشكل مكثف حول موضوع الاقتصاد، وكان دائمًا ما يتقدم بموقف ليبرالي.  مجموعته من المقالات، بوند أو الحرة؟ ، إلى جانب الليبرالية الاقتصادية ضد الحمائية الأبوية، وكما في العنوان، اسأل ما إذا كان الأستراليون يفضلون الاستعباد أم الحرية. في هذا العمل، خرج في معارضة المزيد من الأشغال العامة، وفي هذا وكذلك في معارضته الصريحة للسياسة المالية لمواجهة التقلبات الدورية، فقد تخطى خارج القالب الكينزي الذي اكتسب شعبية خلال سنوات الكساد. 

## الحياة الشخصية
تزوج إدوارد شن من أليس إدي في عام 1911 في ملبورن، وكانوا معًا ثلاث بنات. واحد، مارجوري، تزوج لاحقا واحدة من الطلاب أكثر بروزا شنن، وآرثر تانج .

## الموت
كانت وفاة شان ولا تزال موضوع بعض الجدل. تم العثور عليه ميتاً عند ممر المشاة خارج نافذة مكتبه في الطابق الأول بجامعة أديلايد التي سقط منها على ما يبدو. وقد حكم هذا الانتحار من قبل الطبيب الشرعي.  لطالما كان هذا التفسير مثيراً للجدل: حتى في ذلك الوقت، اقترح بعض معاصريه اللعب السيء. 
تشير التحليلات اللاحقة إلى أنه على الرغم من أن الانتحار ربما لم يكن التفسير الصحيح، إلا أن اللعب الخاطئ ربما لم يكن كذلك.  بدلاً من ذلك، فإنه يشير إلى أن موته ربما كان عرضيًا: كان شين، الذي كان يعاني من التوتر طوال حياته، يشعر بالإغماء، وعندما تكون مثل هذه الحلقة عليه يميل إلى الاندفاع إلى الهواء الطلق.  لقد اشتكى بالفعل من الإغماء يوم وفاته وألقى محاضرة جالسة، بشكل غير عادي له. 
في حلقة سابقة، وصفها شقيقه في رسالة، أصاب شان إصبعه ثم هرع إلى النافذة للحصول على بعض الهواء النقي ؛ عند فتح النافذة انهار وسقط تقريبا.  وبالمثل، كتب Keith Hancock في رسالة أن S h a n n أخبره أنه كان يشعر بالإغماء، وروى أنه سيفتح في كثير من الأحيان نافذة للحصول على بعض الهواء النقي ثم يفقد توازنه.  لسوء الحظ، ظهرت هذه الرسائل فقط بعد أن أعلن الطبيب الشرعي وفاة الانتحار.  في ضوء هذه الظواهر، يبدو من المرجح الآن أن يكون لشان حلقة مماثلة، وفتح نافذته، والشعور بالإغماء، سقط ببساطة. 

## قائمة المراجع
- الماشية المختارة (1926)
- ازدهار عام 1890 - والآن (1927)
- تاريخ أستراليا الاقتصادي (1930)
- السندات أو مجانا؟ (1930)
- الأزمة في المالية الأسترالية (1931)
- معركة الخطط (1931)
- هيكل السعر الأسترالي (1933)
- الحصص أم المال المستقر؟ (1933)

## روابط خارجية
- السندات أو مجانا؟ في مكتبة H a t h i T r u s t الرقمية
- تاريخ اقتصادي لأستراليا في مشروع غوتنبرغ